# Gary Van Tol
Gary Van Tol (Calgary, Kanada, 1967. február 3. –) kanadai születésű amerikai baseballjátékos és -edző, 2021 óta a Boise Hawks vezérigazgatója. 1986 és 1988 között a Treasure Valley Community College, majd a Gonzaga Bulldogs játékosa volt.

## Játékosként
A Treasure Valley Community College-en baseballozott, majd oklevelének megszerzése után beiratkozott a Gonzaga Egyetemre. 1990-ben elnyerte az All-America elismerést.

## Edzőként
2005. október 6-án a Gonzaga Bulldogs helyettes edzője, 2017. november 27-én pedig Boise State Broncos 1980-ban felszámolt, majd újraalapított baseballcsapatának vezetőedzője lett.

## Eredményei vezetőedzőként
| Szezon                                         | Eredmény                                       | Eredmény                                       | Helyezés                                       | Továbbjutás                                    |
| Szezon                                         | Összesített                                    | Konferencia                                    | Helyezés                                       | Továbbjutás                                    |
| Boise State Broncos (Mountain West Conference) | Boise State Broncos (Mountain West Conference) | Boise State Broncos (Mountain West Conference) | Boise State Broncos (Mountain West Conference) | Boise State Broncos (Mountain West Conference) |
| ---------------------------------------------- | ---------------------------------------------- | ---------------------------------------------- | ---------------------------------------------- | ---------------------------------------------- |
| 2020                                           | 9–5                                            | 0–0                                            | –                                              | A szezon a Covid19 miatt megszakadt.           |

## Fordítás
- Ez a szócikk részben vagy egészben  a   Gary Van Tol című angol Wikipédia-szócikk ezen változatának fordításán alapul.  Az eredeti cikk szerkesztőit annak laptörténete sorolja fel. Ez a jelzés csupán a megfogalmazás eredetét és a szerzői jogokat jelzi, nem szolgál a cikkben szereplő információk forrásmegjelöléseként.